# Denise Richards
Denise Richards   (Downers Grove, 17 de febrer de 1971) és una actriu i ex-model estatunidenca. Va saltar a la fama als anys 90 per les pel·lícules Starship Troopers, Wild Things i Amb el món no n'hi ha prou. Va protagonitzar un reality show anomenat Denise Richards: It's Complicated a la cadena E!.

## Biografia
Va néixer a Downers Grove, Illinois, és filla de Joni, propietària d'un cafè i Irv Richards, enginyer de telefonia i té una germana més petita, Michelle. La família te ascendència galesa i croata i de religió Catòlica Romana. Va créixer a Mokena i a Downers Grove fins que als 15 anys la família es va mudar a Oceanside, Califòrnia. Allà va graduar-se el 1989 a l'escola El Camino High School. Quan era petita, "era l'única noia a l'equip de beisbol". Un cop graduada, va començar a treballar com a model i va viatjar per tot el món per sessions de fotografies i anuncis.

## Carrera
Durant la dècada del 1990 va aparèixer a pel·lícules de baix pressupost i a sèries i programes de televisió com Saved by the Bell, Married... with Children, Beverly Hills, 90210, Seinfeld, Lois and Clark i Melrose Place. El seu primer paper principal va ser a Starship Troopers l'any 1997 i va ser nominada al Blockbuster Entertainment Award per Favorite Female Newcomer. El seu següent paper va ser a la pel·lícula Wild Things. La revista Variety va destacar el seu canvi de papers de bona noia cap a una dolenta manipuladora. Al 1998 va aparèixer al videoclip "Canadian Rose" del grup Blues Traveler.
Al 1999 va ser noia Bond a la pel·lícula Amb el món no n'hi ha prou fent el paper de la física nuclear Christmas Jones. Encara que ella va definir el seu paper com "cerebral" i "atlètic" i era un paper profund, va ser criticada com una actuació poc creïble. El seu vestuari, sovint escotat i curt, va provocar comentaris desfavorables. Al 2008 la revista Entertainment Weekly la va considerar la pitjor noia Bond de tots els temps i va estar nominada a "Pitjor actriu secundària" als premis Razzie del 1999 per aquest paper. Al mateix temps, va ser nominada a millor actriu als premis Blockbuster Entertainment. A finals del mateix any, va protagonitzar juntament amb Kirsten Dunst la pel·lícula Drop Dead Gorgeous. En el paper d'una princesa consentida, la revista Los Angeles Times va elogiar la seva interpretació per ser "tant desagradable que era bonica".
Al 2001 va sortir a la sèrie Friends com cosina de Ross i Monica, de nom Cassie Geller a l'episodi "The One with Ross and Monica's Cousin". El mateix any va aparèixer també a quatre episodis de Spin City en el paper de Jennifer Duncan, objecte de desig del paper de Charlie Sheen. Dos anys després va sortir com a ex-novia de Charlie Sheen a dos episodis de Two and a Half Men. Al 2005, va protagonitzar la sèrie de la UPN, Sex, Love & Secrets. Va aparèixer també a les pel·lícules Valentine (2001), Undercover Brother (2002) i Scary Movie 3 (2003). El mateix any va fer una breu aparició a la comèdia romàntica Love Actually. Al 2005, juntament amb Julia Stiles va protagonitzar el drama Edmond.
Al desembre de 2004 va posar despullada per la revista Playboy, cinc mesos després de donar a llum. Al 2006 va posar despullada parcialment pel número de juliol de la revista Jane per reunir diners per la fundació Clothes Off Our Back Foundation. Al 1999, a la llista de la revista Maxim de les "50 dones més sexies del món" va quedar en 9a posició i el 2001 va quedar en segona posició en les votacions de la llista de "100 dones més sexies" de la revista FHM's USA, cinquena a la mateixa llista de FHM i 19ena a la llista "50 dones mes guapes del món" de AskMen.com i una de "les 100 dones més sexies de tots els temps" de la revista Men's Health. Al 2008 es va retrobar amb la seva mare a la pel·lícula Wild Things Theresa Russell a la pel·lícula Jolene. Va aparèixer també a la vuitena temporada de Dancing with the Stars, fent parella amb Maksim Chmerkovskiy. Els van eliminar a la segona ronda al març de 2009.
Al 2010 va unir-se al repertori de Blue Mountain State, una sèrie del canal Spike fent el paper de Debra, la ex-dona de Coach Daniels.
Al juliol de 2011 va publicar les seves memòries, titulades The Real Girl Next Door que va entrar a la llista del New York Times de llibres més venuts. Va formar part del programa Hollywood Mom's Club de la cadena TV Guide Network que es va emetre al novembre de 2011. Al setembre del mateix any, va afirmar que havia renunciat a 100.000 dòlars per aparèixer a Two and a Half Men com l'ex-novia de Charlie Sheen durant el seu funeral. Un mes després va començar el rodatge d'un episodi de la sisena temporada de la comèdia 30 Rock de la emissora NBC. Al 2012, va participar en el pilot de la sèrie Twisted (originalment titulada Socio) de la ABC Family, que va aprovar una temporada completa al febrer de 2013.

## Vida personal
Es va casar amb Charlie Sheen al 2002 i es van divorciar al 2005. Van reconciliar-se i van buscar teràpia de parella. Van aparèixer plegats a Good Advice i Scary Movie 3, on interpretaven a un matrimoni i a ella l'atropellava un cotxe. Tot i això, el 4 de gener de 2006 el seu representant va anunciar que el divorci continuava i va demanar una ordre d'allunyament contra ell per presumptes amenaces de mort. La parella te dues filles: Samantha Katherine (9 de març de 2004) i Lola Rose (1 de juny de 2005). Al 2011 va adoptar una nena, Eloise Joni Richards (24 de maig de 2004). El nom li va posar en memòria de la seva mare, morta tres anys abans de càncer.

## Filmografia
- The Captain Of Her Heart - Double (1986) (Videoclip musical)
- Amb l'arma a punt (Loaded Weapon 1) (1993)
- Tammy and the T-Rex  (1994)
- 919 Fifth Avenue (1995)
- P.C.H. (1995)
- In the Blink of an Eye (1996)
- Pier 66 (1996) (TV)
- Starship Troopers: Les brigades de l'espai (Starship Troopers)  (1997)
- Nowhere (1997)
- Tail Lights Fade (1999)
- The World Is Not Enough (1999)
- Friends  (2001) (un episodi)
- Consellera matrimonial (Good Advice) (2001)
- Valentine  (2001)
- You Stupid Man (2002)
- Una nit perfecta (The Third Wheel) (2002)
- Undercover Brother (2002)
- Empire (2002)
- Two and a Half Men (2003),(2004)
- Scary Movie 3 (2003) (cameo)
- Love Actually (2003)
- I do (But I don't) (TV) (2004)
- Love Me Tender (Elvis Has Left the Building) (2004)
- Whore (2004)
- Edmond (2005)
- Blonde and Blonder (2007)
- Finding Bliss (2008)
- Deep in the Valley (2009) (directe en DVD)
- Kambakkht Ishq (2009) (cameo)
- Blue Mountain State (2010) (sèrie de TV)
- Blue Lagoon: The Awakening (2012)
- Madea's Witness Protection (2012)
- Kickin'It  (2012) (sèrie de TV, un episodi)
- Anger Management (2012) (un episodi)
- Twisted (2013)
- Altitude (2017)
- American Violence (2017)